# John Douglas (boxe anglaise)
Pour les articles homonymes, voir John Douglas.
John Douglas est un boxeur guyanien. 

## Biographie
Il est porte-drapeau du Guyana aux Jeux olympiques de 1996,. Il perd contre Wayne Braithwaite au Cliff Anderson Sports Hall, au Guyana. Il passe professionnel en 1997.